# برف و بوران ۱۳۸۳ گیلان
برف و بوران ۱۳۸۳ گیلان  در روز ۲۱ بهمن اقصیٰ نقاط کشور را درنوردید. در این روز جبهه هوای سردی وارد ایران شد که سبب بارش برف گشت. استان گیلان بیشترین خسارات را از بارش برف متحمل شد ارتفاع برف در شهر رشت دو متر و در دیلمان و جیرنده شش متر گزارش شد که امری کم سابقه بود.

## تأثیرات برف و بوران بر راه‌های ارتباطی گیلان

### راه‌های درون اُستانی
معاون سازمان امداد و نجات هلال احمر بیشتر انسدادهای راه‌های درون اُستانی را مربوط بخش‌های دیلمان، سیاهکل، آستانه اشرفیه و لنگرود انجام می‌گیرد.

### انسداد در راه قزوین به رشت
راه قزوین به رشت نیز دچار کولاک بود که توسط نیروهای امدادی محور به صورت موقت بازگشایی شد. البته محور برای امداد رسانی بهتر به دستور استاندار مسعود سلطانی‌فر مجدداً مسدود اعلام شد.
بر اثر بدی آب و هوا بر اثر بارش برف تمامی پروازها لغو شد.

## تأثیرات بر آب و برق و گاز
نماینده مردم رشت هاجر تحریری نیک صفت در ۲۵ بهمن قطع آب و برق در بیش از ۴۰ درصد شهر رشت و بسته بودن اکثر راه‌های شهری مهمترین مشکل مردم شهر رشت است همین نماینده در ۲۸ بهمن از قطعی برق در ۳۲۲ روستا در اُستان گیلان خبر داد و همچنین اظهار کرد تمام روستاهای لاهیجان و آستانه اشرفیه و ۸۰ روستا در رشت ۹۰ روستا در سیاهکل و ۸ روستا در شفت با قطعی آب رو به رو هستند. در مورد گاز هم اُفت فشار توسط منابع غیررسمی گزارش شده‌است.

## انباشت زباله
ممانعت از کار خودروهای جمع آوری زباله شهرداری رشت مشکل زیست‌محیطی را ایجاد. زباله شهر رشت از حدود ۴ روز پیش تخلیه نشده و انباشت آن در پیاده روها چهره زشتی را برای این شهر ایجاد کرده است. رپیس دانشگاه علوم پزشکی گیلان نسبت به جمع‌آوری زباله‌های شهر هشدار داد و گفت اگر به موقع نسبت به جمع‌آوری زباله‌ها اقدام نشود، بیماریهای هپاتیت و تیفوئید شایع می‌شود.

## خسارات
بنا به گفته نماینده مردم رشت هاجر تحریری نیک صفت بارش برف اخیر در استان گیلان موجب تخریب ۷۹۶۳ واحد مسکونی و تجاری در این استان شده، ۲۲۶ مدرسه کاملاً از بین رفته‌است،۱۸۰ کارخانه بین ۲۰ تا ۸۰ درصد خسارت دیده‌اند. رئیس ستاد حوادث غیرمترقبه استان گیلان بازسازی استان گیلان به بیش از ۱۰۰ میلیارد تومان اعتبار نیاز دارد.

## امداد رسانی
نادیده انگاشتن کمک در سه روز اول حادثه به خاطر مراسم راهپیمایی ۲۲ بهمن نکته قابل توجه بود ولی پس از آن خبرگزاری و رسانه‌ها این حادثه را انعکاس دادند و توجه مسئولان به این حادثه جلب شد به طوریکه شهرداری تهران در حالیکه خود در کنترل برف ۵۰ سانتیمتری ناتوان بود ۵۰ تن محموله خوراکی را در ۲۶ بهمن فرستادند یا فرمانده بسیج گیلان سید علی آقازاده از پذیرایی ۵۰۰۰ نفر در راه مانده در ۲۷ بهمن خبر داد.